# Adam Zampa
Adam Zampa (nacido el 31 de marzo de 1992) es un jugador internacional de cricket australiano que representa al equipo de cricket de Australia en competiciones de cricket de limitados overs. Zampa fue miembro de los equipos australianos que ganaron la Copa Mundial de Críquet de 2023 y la Copa Mundial T20 de 2021. Además, es el jugador con más wickets para Australia en Twenty20 International.

## Carrera juvenil
De niño, Zampa lanzaba a media distancia, pero Cricket Australia había impuesto restricciones sobre cuántos overs podían lanzar los bowlers de media distancia en los partidos sub-14, por lo que decidió cambiar su estilo de lanzamiento a leg spin, inspirado por el jugador de pruebas australiano Shane Warne. Zampa se abrió camino en el equipo sub-19 de Australia en 2009 y obtuvo un contrato de novato con los Blues en 2010 después de desempeñar un papel representando a Australia en su exitosa campaña en la Copa Mundial de Críquet Sub-19 de 2010. Zampa jugó en dos partidos de prueba juveniles y en ocho ODIs juveniles, tomando 11 wickets entre ambos formatos.

## Carrera doméstica (2010–2016)

### En Nueva Gales del Sur (2010–2013)
Como resultado de su carrera juvenil para Australia, Zampa obtuvo un contrato de novato con el equipo de cricket de Nueva Gales del Sur en 2010, pero no tuvo oportunidades de probarse a nivel estatal porque Nueva Gales del Sur también contaba con otros bowlers exitosos, como Nathan Hauritz, Steve O'Keefe y Steve Smith. Sin embargo, tuvo otra oportunidad de representar a Australia antes de su debut en primera clase, jugando en los Hong Kong Cricket Sixes de 2011.
Zampa hizo su debut en críquet de primera clase para Nueva Gales del Sur en la temporada 2012–13 de Sheffield Shield contra Queensland. Tomó cinco wickets en una victoria por tres wickets. A pesar de no tener un contrato con un equipo de la Big Bash League hasta una semana antes de que comenzara la BBL|02, jugó para los Sydney Thunder y fue muy valorado por Trevor Hohns. Terminó la temporada habiendo jugado tres partidos de primera clase, tomando diez wickets con un promedio de bowling de 23 carreras por wicket.

### En Australia del Sur (2013–2016)
Después de la temporada, aceptó una oferta para jugar con Australia del Sur, tanto en partidos de primera clase como en partidos de un día, y para el equipo de Twenty20 de Australia del Sur, los Adelaide Strikers. Fue tentado por las oportunidades garantizadas que tendría en el equipo de Australia del Sur, ya que acababan de perder al lanzador de pruebas Nathan Lyon a Nueva Gales del Sur. Durante el invierno de 2013, pasó tres meses entrenando en el Centro de Excelencia antes de unirse al equipo de Australia del Sur para la temporada 2013–14. El traslado a Australia del Sur resultó ser útil para el progreso de la carrera de Zampa, ya que tuvo la oportunidad de trabajar con el experimentado lanzador sudafricano Johan Botha, quien era el capitán del equipo de Australia del Sur en el momento de su llegada.
Zampa tuvo una actuación impresionante en la 2014–15 Matador BBQs One-Day Cup, logrando un hat-trick y tomando un total de 4/18, a pesar de que Australia del Sur perdió el partido contra Australia Occidental. En 2015, Zampa firmó con los Redbacks por dos temporadas más, pero para obtener más experiencia, cambió de equipo de Twenty20 a los Melbourne Stars, donde tendría la oportunidad de jugar junto a estrellas internacionales como Michael Clarke y Kevin Pietersen.
El verano de 2015–16 fue el más exitoso de la carrera de Zampa hasta ese momento. Impresionó tanto en el cricket de lista A como en el cricket de Twenty20, y en 2016 fue incluido en el equipo de Australia para los One Day International y los Twenty20 International, pero tuvo dificultades en el cricket de primera clase. En la 2015–16 Matador BBQs One-Day Cup, registró cifras de 4/48 contra el Cricket Australia XI, lo que ayudó a llevar a Australia del Sur a la final de eliminación del torneo. En la BBL|05, fue parte de una jugada de eliminación inusual, al eliminar a Peter Nevill con su nariz.

### Cricket en franquicias
En abril de 2022, fue contratado por el Welsh Fire para la temporada 2022 de The Hundred.

## Carrera internacional (2016–Presente)
Debutó en el formato ODI el 6 de febrero de 2016 en el segundo partido de la serie Chappell–Hadlee Trophy 2015–16. Hizo su debut en el formato Twenty20 International para Australia contra Sudáfrica el 4 de marzo de 2016. Zampa se convirtió en un miembro regular de los equipos de ODI y T20I de Australia. Zampa fue incluido en el equipo de Australia para el 2016 World Twenty20 antes de haber debutado en el formato T20I para Australia en Sudáfrica. A pesar de haberse unido recientemente al equipo, fue el máximo tomador de wickets de Australia, con cinco wickets a un promedio de 13.80 y una tasa de economía de 6.27, incluyendo una destacada actuación contra el equipo de Bangladesh con cifras de 3/23.
Con el ascenso de Zampa al equipo nacional de Australia, también comenzó a jugar en franquicias de Twenty20 como jugador extranjero. Jugando para los Rising Pune Supergiant en la Indian Premier League contra los Sunrisers Hyderabad, tomó 6 wickets por 19 carreras, lo que se ubicó como la tercera mejor actuación de un lanzador en la historia de la IPL después de 6/14 de Sohail Tanvir y 6/12 de Alzarri Joseph. Zampa lanzó su primer over del partido en el 8.º over de la entrada de los Sunrisers Hyderabad, pero fue retirado del ataque de inmediato sin haber tomado un wicket. No fue reincorporado hasta el 16.º over, en el cual tomó un wicket. El capitán MS Dhoni le dio un período prolongado después de su wicket, y tomó dos wickets en el 18.º over y tres más en el 20.º over, sumando un total de seis. Fue nombrado el jugador del partido por su actuación, y esto también fue un récord por las mejores cifras de un lanzador en la historia de Twenty20 en un equipo perdedor. Zampa también jugó en la Caribbean Premier League para los Guyana Amazon Warriors, siendo el lanzador de spin con más wickets en el torneo, con 15 wickets a un promedio de 18.46.
Zampa fue sorprendentemente excluido del equipo de Twenty20 de Australia para el segundo partido de una serie de tres partidos contra Sri Lanka en 2016–17 después de haber lanzado bien en el partido inaugural de la serie y haber tomado dos wickets. Zampa describió su exclusión como un "golpe bajo", afirmando que su forma reciente indicaba que era uno de los mejores lanzadores de spin en el formato Twenty20 del mundo. Sin Zampa, Australia perdió tanto el partido como la serie. Zampa fue reincorporado al equipo para el último partido de la serie, y fue nombrado el jugador del partido con cifras de 3/25 mientras Australia ganó el juego.
A pesar de todos los éxitos de Zampa en los formatos cortos del cricket, todavía no pudo integrarse en el equipo de pruebas de Australia. No logró alcanzar una forma excepcional en el Sheffield Shield, siendo víctima del muy fuerte ataque rápido de Australia del Sur, con Chadd Sayers y Kane Richardson llevándose todos los wickets ellos mismos y no dejando oportunidades para que Zampa se destacara. Australia jugó una serie de pruebas en India a principios de 2017, y el excapitán de Nueva Zelanda Stephen Fleming lo propuso como una posible incorporación al equipo de Australia dado su capacidad para lanzar bien en los terrenos de India, pero no fue incluido en el equipo. En su lugar, Zampa continuó jugando en el Sheffield Shield y logró su primer cinco-wicket en una entrada de primera clase cuando obtuvo las mejores cifras de su carrera con 6/62 en la primera entrada contra Queensland, antes de tomar otros cuatro wickets en la segunda entrada para lograr su primer diez-wicket en un partido de primera clase.
Zampa estuvo en el equipo de Australia para el 2017 ICC Champions Trophy, pero no tuvo muchas oportunidades de jugar debido a que dos de los tres partidos de la fase de grupos de Australia fueron suspendidos por lluvia, y Australia no pudo avanzar a las finales. En abril de 2019, fue incluido en el equipo de Australia para la 2019 Cricket World Cup. En agosto de 2021, Zampa fue incluido en el equipo de Australia para el 2021 ICC Men's T20 World Cup. El 4 de noviembre de 2021, en el partido de Australia en el T20 World Cup contra Bangladesh, Zampa obtuvo su primer cinco-wicket haul en cricket T20.
En marzo de 2022, durante el partido inaugural de la serie contra Pakistán, Zampa tomó su wicket número 100 en el cricket ODI.
En septiembre de 2022, consiguió su primer cinco-wicket haul en ODI, contra Nueva Zelanda en Cairns.
En septiembre de 2023, igualó con el australiano Mick Lewis el récord no deseado de más carreras concedidas por un lanzador en ODI, con 0/113 contra Sudáfrica. Este récord fue superado el 25 de octubre cuando Bas de Leede de los Países Bajos registró cifras de 2/115 contra Australia en el ICC World Cup 2023.
Zampa desempeñó un papel crucial en la exitosa campaña de Australia en el 2023 ICC World Cup. Zampa entró al torneo como el único especialista en spin del equipo después de que Ashton Agar fuera retirado del equipo debido a una lesión. El 16 de octubre de 2023, recibió el título de jugador del partido en la primera victoria de Australia en el torneo contra Sri Lanka, con cifras de 4/47. El 20 de octubre de 2023, Zampa fue el mejor de los bowlers, tomando 4 wickets y concediendo 53 carreras con una economía de 5.30, ayudando a su equipo a vencer a Pakistán. El 3 de noviembre de 2023, contra Inglaterra, Zampa registró cifras de 3/21, eliminando a los bateadores establecidos Ben Stokes y Moeen Ali. También tomó una difícil atrapada en el campo exterior que llevó a la eliminación de David Willey. Notablemente, también sumó carreras vitales al total desde el orden inferior, anotando 29 carreras en 19 entregas. Su esfuerzo integral le valió su segundo título de jugador del partido del torneo. La consistencia de Zampa lo llevó a terminar el torneo como el segundo máximo wicket-taker del torneo. Con 23 wickets en 11 partidos, fue el mayor número de wickets jamás tomado por un spin australiano en un World Cup y empató el récord de Murali de la mayor cantidad de wickets obtenidos por un spin en un World Cup.
En mayo de 2024, fue incluido en el equipo de Australia para el 2024 ICC Men's T20 World Cup. El 11 de junio de 2024, se convirtió en el primer lanzador australiano en alcanzar 100 wickets en T20 internacionales al eliminar a Bernard Scholtz de Namibia.

## Vida personal
Zampa está casado con Harriet Palmer; la pareja tiene un hijo. Es vegano y ha aparecido en anuncios para PETA.

## Récords y logros
- Primer lanzador australiano en tomar 100 wickets en T20I.[48]